# 122 mm armata wz. 1931/37 (A-19)

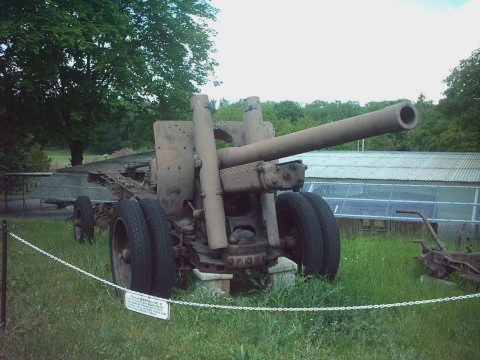
Armata A-19 wystawiona w poznańskiej cytadeli

122 mm armata wz. 1931/37 (A-19) (ros. 122-мм корпусная пушка обр. 1931/37 г.) – radziecka ciężka armata polowa.

## Historia
W latach 20. radziecka artyleria dysponowała wieloma typami armat i haubic. W większości zostały one opracowane na długo przed I wojną światową i dlatego niewiele z nich posiadało zadowalające parametry techniczne. Jednocześnie nie najgorsze wyniki polowej eksploatacji 120 mm armat pochodzących z artylerii nadbrzeżnej podczas I wojny światowej, sugerowały przydatność armat tego kalibru. W związku z tym dowództwo RKKA zleciło 5 stycznia 1927 opracowanie w ciągu 6 miesięcy korpuśnej armaty kalibru 122 mm w dwóch wersjach. Nowe działo o kalibrze 122 mm opracowane zostało pod kierunkiem S.P. Szukałowa w latach 1929–1932. 13 marca 1936 roku zostało ono przyjęte uzbrojenia jako 122-мм корпусная пушка обр. 1931 г.. Armata posiadała łoże dwuogonowe i koła z bandażami gumowymi. Zamek armaty wz. 1931 został przejęty ze 152 mm haubicy wz 09/30.
Eksploatacja dział wz. 1931 wykazała, że jeśli parametry balistyczne działa są zadowalające, problemy sprawiają niedopracowane odciążacze lufy. W związku z tym armata A-19 została zmodernizowana przez F.F. Pietrowa, który zastosował opracowane do 152 mm haubicoarmaty MŁ-20 standardowe łoże 52-L-504A. Mimo innego kalibru ze 152 mm haubicoarmaty MŁ-20 zaadaptowany został również nieautomatyczny zamek. Dokumentacja modernizacji została przygotowana w Fabryce Nr 172. Zmodernizowane działa zostały przetestowane na poligonie na przełomie września i października 1938 roku. Ponieważ próby wypadły pozytywnie, 29 kwietnia 1939 roku armata została przyjęta do uzbrojenia jako 122-мм корпусная пушка обр. 1931/37 г. Pomimo znacznych zmian konstrukcyjnych zachowano oznaczenie zakładowe A-19.

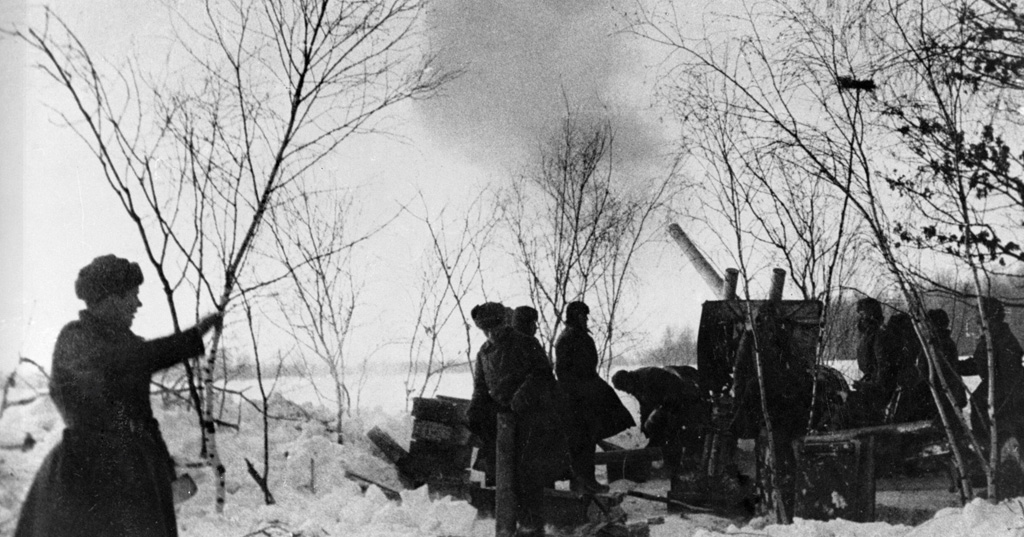
Armata wz. 1931 prowadzi ostrzał niemieckich pozycji w czasie bitwy pod Moskwą, 3 grudnia 1941

1 marca 1940 roku na stanie Armii Czerwonej znajdowało się 127 armat wz. 1931 i wz. 1931/37 a w chwili wybuchu Wielkiej Wojny Ojczyźnianej już 1255 dział tych typów. W dniu 1 maja 1945 roku Armia Czerwona posiadała jeszcze 289 dział typu A-19 oraz 309 dalszych w jednostkach RWGK (РВГК – резерва bерховного главнокомандования). Choć A-19 nie było projektowane do tego celu, to podczas wojny okazało się, że braki we wyspecjalizowanym przeciwpancernym uzbrojeniu, niejednokrotnie wymuszały użycie 122 mm armat do zwalczania czołgów. Tak więc do 1943 roku A-19 była jedyną skuteczną bronią przeciwpancerną, jaką Rosjanie dysponowali w większych ilościach. Nawet później, gdy do arsenałów zaczęły napływać większe ilości ZiSów-2 i ZiSów-3, to tylko użycie 122 mm amunicji gwarantowało zniszczenie celów typu Tygrys czy Ferdynand. Karierę zrobiła również czołgowa wersja armaty A-19S, w którą uzbrojono działo samobieżne ISU-122. Armaty 122 mm używane były do końca wojny i to z nich dokonano pierwszego artyleryjskiego ostrzału Berlina.
Armaty A-19 trafiły również do uzbrojenia państw walczących z ZSRR. 29 sztuk armat 122 mm zostało zdobytych w 1941 roku, w pierwszych miesiącach wojny kontynuacyjnej, a 25 z nich znajdowało się w wystarczająco dobrym stanie, by zostać przyjęte do uzbrojenia armii fińskiej pod oznaczeniem 122 K/31. Warto zauważyć, że to samo oznaczenie nadawano zarówno armatom wz. 1931, jak również wz. 1931/37. W związku z dość dużą masą, utrudniającą ewentualne manewry, wszystkie one jeszcze podczas wojny trafiły do artylerii obrony wybrzeża. Były na stanie 4. 5. i 6. baterii ciężkiej obrony wybrzeża. 4 armaty Finowie utracili w 1944 roku w rejonie działania 4 Korpusu. Podczas wojny kontynuacyjnej z armat 122 K/31 Finowie oddali 6755 lub 6425 strzałów (w zależności od źródła informacji). Armaty 122 K/31 używane były do szkolenia fińskich artylerzystów do lat 70. Pod koniec lat 80. pewna ilość armat wz. 1931/37 otrzymała 152 mm lufy pochodzące od MŁ-20. Tak zmodyfikowane, teraz już haubicoarmaty, zostały oznaczone 152 H 37-31. Niedługo później zarówno zmodernizowane, jak i oryginalne armaty otrzymały 152 mm lufy Vammas (L/32), zostały oznaczone 152 H 88-31 i ponownie trafiły do magazynów sprzętu rezerwowego, gdzie znajdowały się jeszcze w 2004 roku.
W czasie II wojny światowej również wojska niemieckie zdobyły pewną ilość 122 mm armat. Zostały one wprowadzone do użytku pod oznaczeniem 12,2 cm Kanone 390/2(r). Użyto ich do wzmocnienia Wału Atlantyckiego.
A-19 trafiły również do uzbrojenia LWP. Z końcem marca 1944 roku 1 Armia WP posiadała 36 armat tego typu. 1 maja 1945 roku LWP posiadało 56 armat A-19, z czego 35 z nich znajdowało się w 1. Armii WP, a 3 w 2 Armii WP. W styczniu 1949 roku Wojsko Polskie posiadało 477 haubic i armat kalibru 122 mm. Pod koniec 1952 roku w eksploatacji pozostawały 63 sztuki armat A-19. Używane były przez: 5 DP z Sulęcina (24 szt.), 14 BAC z Bolesławca (12 szt.), 2 BPdes (9 szt.), 3 BPdes (9 szt.) i 5 BPdes (9 szt.). Przez 40 lat armata A-19 używana była w Wojsku Polskim. W latach 80. działa A-19 zostały poddane modernizacji, w wyniku której powstała 122 mm armata wz. 1931/37/85. Modernizacja miała na celu zwiększenie mobilności armat A-19. W armacie zamontowano koła pochodzące z samochodu ciężarowego KRAZ-255B, zwiększono pojemność zbiornika sprężonego powietrza instalacji hamulcowej oraz wyposażono działo w instalację elektryczną umożliwiającą holowanie armaty po drogach publicznych. Zakres zmian był identyczny jak w przypadku modernizacji 152 mm haubicoarmat wz. 1937 wykorzystujących to samo łoże.
Prócz tego działo trafiło na wyposażenie wielu państw byłego Układu Warszawskiego oraz Azji i Afryki.

## Opis działa
Armata A-19 przeznaczona była przede wszystkim do niszczenia fortyfikacji i stanowisk ogniowych głównie ogniem pośrednim. W toku eksploatacji okazało się jednak, że w związku z dużym kalibrem i znaczną prędkością wylotową pocisków jest również skuteczną bronią przeciwpancerną zwalczającą cele ogniem bezpośrednim.
Przygotowanie A-19 do strzału jest analogiczne jak w przypadku haubicoarmaty MŁ-20. Najpierw należy zamocować lufę do oporopowrotnika, a odpięte od przodka ogony rozsunąć. Po otwarciu zamka ładowało się do komory nabojowej odpowiedni pocisk, a następnie wybrany w zależności wymaganego zasięgu strzału ładunek prochowy. Po zamknięciu zamka strzał oddawało się poprzez ściągnięcie kurka za pomocą linki. Ekstrakcja łuski następowała po ręcznym otwarciu zamka.
Armata A-19 wz. 1931/37 składa się z następujących podzespołów: lufy z zamkiem, kołyski, oporopowrotnika, odciążacza, łoża górnego, łoża dolnego z ogonami i podwoziem, tarczy ochronnej, przyrządów celowniczych i przodka. Lufa jednolita lub z wymienną rurą rdzeniową. Otwieranie zamka i jego zamykanie odbywa się ręcznie. Śrubowy zamek posiada bezpiecznik zapobiegający przedwczesnemu otwarciu w przypadku niewypału. Kołyska jest typu korytkowego w kształcie litery U. W związku z dużym ciężarem lufy, a przede wszystkim jej znaczną długością uniemożliwiającą podparcie jej w środku ciężkości, armata została wyposażona w dwa sprężynowe pchające odciążacze. Pokrętło mechanizmu podniesieniowego (za pośrednictwem przekładni ślimakowej na luk koła zębatego) znajduje się z prawej a kierunkowego (o podobnej konstrukcji) z lewej strony działa. Dzięki zastosowaniu dwu kół zębatych o różnych średnicach, podnoszenie może odbywać się z dwoma różnymi przełożeniami. Przełącznik przełożeń znajduje się wewnątrz pokrętła. Celownik umieszczony jest z lewej strony działa, a w jego skład wchodzi kątomierz działowy PG-1 i kolimator K-1. Obsługa działa chroniona jest przez tarczę pancerną. Armata wyposażona jest w podwozie kołowe oraz dwa skrzynkowe rozstawne ogony zakończone stałymi lemieszami i płytą służącą do oparcia o przodek. Ogony miały podobną konstrukcję, ale nie były wzajemnie wymienne.
Podwozia starszego typu posiadały podwójne koła szprychowe z bandażami gumowymi (o szerokości 31 cm), a nowsze egzemplarze koła tarczowe z oponami wypełnionymi masą gąbczastą. Na zdjęciach czasami widać też działa wyposażone w podwójne koła z ciśnieniowymi oponami. Podwozie jest resorowane, sam resor jest zaś na czas strzelania blokowany za pomocą śrubowego rygla. Holowanie armaty odbywało się zazwyczaj za pośrednictwem przodka (o masie 780 kg), na którym opierano ogony łoża, a następnie cofano lufę, w celu racjonalnego rozłożenia mas podczas transportu. W szczególnych przypadkach dopuszczało się holowanie na niewielką odległość działa bez cofniętej lufy. Podczas Wielkiej Wojny Ojczyźnianej zazwyczaj jako ciągnik używano traktora S-65, a po wojnie gąsienicowych pojazdów typu ATS-59, AT-T i AT-S. W Polsce A-19 były początkowo holowane przez ciągniki gąsienicowe D-350 Mazur, następnie zaś przez samochody ciężarowe KRAZ-255B.

## Amunicja
W armacie wz. 1931/37 stosuje się amunicję 121,92 mm × 785 R rozdzielnego ładowania z pociskami odłamkowo-burzącymi, przeciwpancerno-smugowymi (tępo i ostrogłowicowymi) z ładunkiem prochowym zmiennym. Nie stosowano przeciwpancernej amunicji podkalibrowej, przeciwpancerno-zapalającej, szrapneli, zapalającej i oświetlającej.
Prócz amunicji dedykowanej armacie A-19 (oznaczenie ...-471) używano również pocisków OF-462 przeznaczonych do haubicy M-30. Pocisk odłamkowo-burzący z zapalnikiem ustawionym na działanie odłamkowe raził pas o szerokości 40 i długości 4 metrów, a z zapalnikiem ustawionym na działanie burzące raził w polu o średnicy 3,3 m i głębokości 1,3 m. Za pomocą pocisku przeciwpancernego w czasie II wojny światowej można było niszczyć wszystkie ówczesne niemieckie czołgi z dystansu do 900 m. Istniały 4 schematy załadowania łusek ładunkiem prochowym.
| Amunicja                                                    |         |                  |                                |                                                         |                         |
| Rodzaj                                                      | Wzór    | Masa pocisku, kg | Masa materiału wybuchowego, kg | Prędkość początkowa, m/s (maksymalny ładunek miotający) | Donośność maksymalna, м |
| Amunicja przeciwpancerna                                    |         |                  |                                |                                                         |                         |
| pocisk przeciwpancerny ostrogłowicowy                       | BR-471  | 25               | 0,156                          | 780-800                                                 | ?                       |
| pocisk przeciwpancerny tępogłowicowy z czepcem balistycznym | BR-471B | 25               | ?                              | 780-800                                                 | ?                       |
| Amunicja odłamkowo-burząca i przeciwbetonowa                |         |                  |                                |                                                         |                         |
| odłamkowo-burzący                                           | OF-462  | 21,76            | 3,67                           | 364                                                     | 8910                    |
| odłamkowo-burzący długi                                     | OF-471  | 25               | 3,6                            | ?                                                       | ?                       |
| odłamkowo-burzący krótki                                    | ОF-471А | 25               | 3,8                            | ?                                                       | ?                       |
| przeciwbetonowy                                             | G-471   | 25               | 2,2                            | ?                                                       | ?                       |

| Przebijalność pancerza                                                                     |                       |                       |
| BR-471                                                                                     |                       |                       |
| Odległość, m                                                                               | Kąt uderzenia 60°, mm | Kąt uderzenia 90°, mm |
| 500                                                                                        | 122                   | 152                   |
| 1000                                                                                       | 115                   | 142                   |
| 1500                                                                                       | 107                   | 133                   |
| 2000                                                                                       | 49                    | 60                    |
| 2000                                                                                       | 97                    | 122                   |
| BR-471B                                                                                    |                       |                       |
| Odległość, m                                                                               | Kąt uderzenia 60°, mm | Kąt uderzenia 90°, mm |
| 500                                                                                        | 125                   | 155                   |
| 1000                                                                                       | 120                   | 143-154               |
| 1500                                                                                       | 110                   | 132-135               |
| 2000                                                                                       | 100                   | 116-125               |
| Wartości podane zgodnie z sowieckimi normami (prawdopodobieństwo penetracji pancerza 75%). |                       |                       |